# Xã Cannon City, Quận Rice, Minnesota
Xã Cannon City (tiếng Anh: Cannon City Township) là một xã thuộc quận Rice, tiểu bang Minnesota, Hoa Kỳ. Năm 2010, dân số của xã này là 1.215 người.